# 夷陵区
夷陵区是中国湖北省宜昌市所辖的一个市辖区，区政府驻小溪塔街道。总面积为3423.9平方公里，常住总人口为56.04万人，是宜昌市面积最大、人口最多的县市区。区人民政府駐夷兴大道65号。

## 历史
此地在戰國時代時屬於楚國，稱夷陵，屬於楚國先王們的墓葬區。
秦始皇二十六年，始置巫县。曾是楚人的劉邦漢政權則改置夷陵县。
西晉時，夷陵分為西陵、宜昌两县。
隋废宜昌，合称夷陵。唐宋一直沿用夷陵這個稱呼。
明洪武九年（1376年），升为夷陵州。
清顺治五年（1648年），改称彝陵。
清雍正十三年（1735年）升彝陵州为宜昌府，置东湖县为附郭县。
民国元年（1912年），废宜昌府，改东湖县为宜昌县。
民國三十八年後(1949年)，县城及城郊被划出设宜昌市。宜昌县隶属宜昌专区，县直机关仍设宜昌市内。
1970年7月，因兴建葛洲坝水利枢纽，县城迁至小溪塔。
2001年7月28日，撤县设宜昌市夷陵区，长江以南的土城乡、桥边镇、艾家镇划归宜昌市点军区管辖。
2020年7月，西陵区“三村一社区”（南津关村、前坪村、龙泉山村、南津关社区）划归夷陵区小溪塔街道管辖。夷陵区国土面积修正为3438.99平方公里。

## 人口
宜昌市第七次全国人口普查公报显示：夷陵区常住人口为560383人，男性人口占比51.18%，女性人口占比48.82%，年龄结构中0-14岁占比12.33%，15-59岁占比64.42%，60岁以上占比23.25%，65岁以上占比16.37%。

## 行政区划
夷陵区下辖1个街道办事处、9个镇、2个乡：
小溪塔街道、樟村坪镇、雾渡河镇、分乡镇、太平溪镇、三斗坪镇、乐天溪镇、龙泉镇、鸦鹊岭镇、黄花镇、下堡坪乡、邓村乡、三峡坝区和夷陵经济开发区。

## 图集

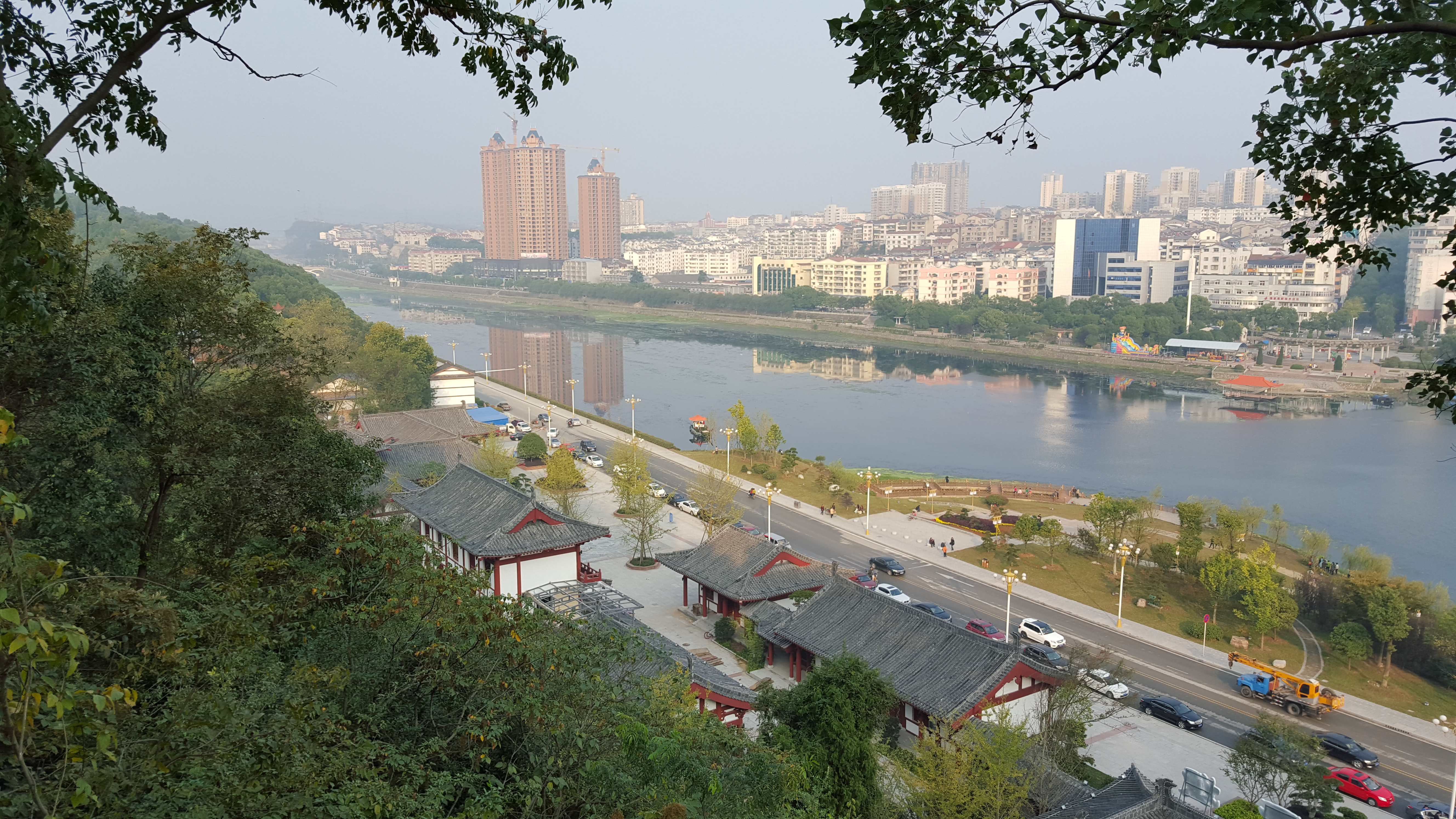
俯瞰小溪塔
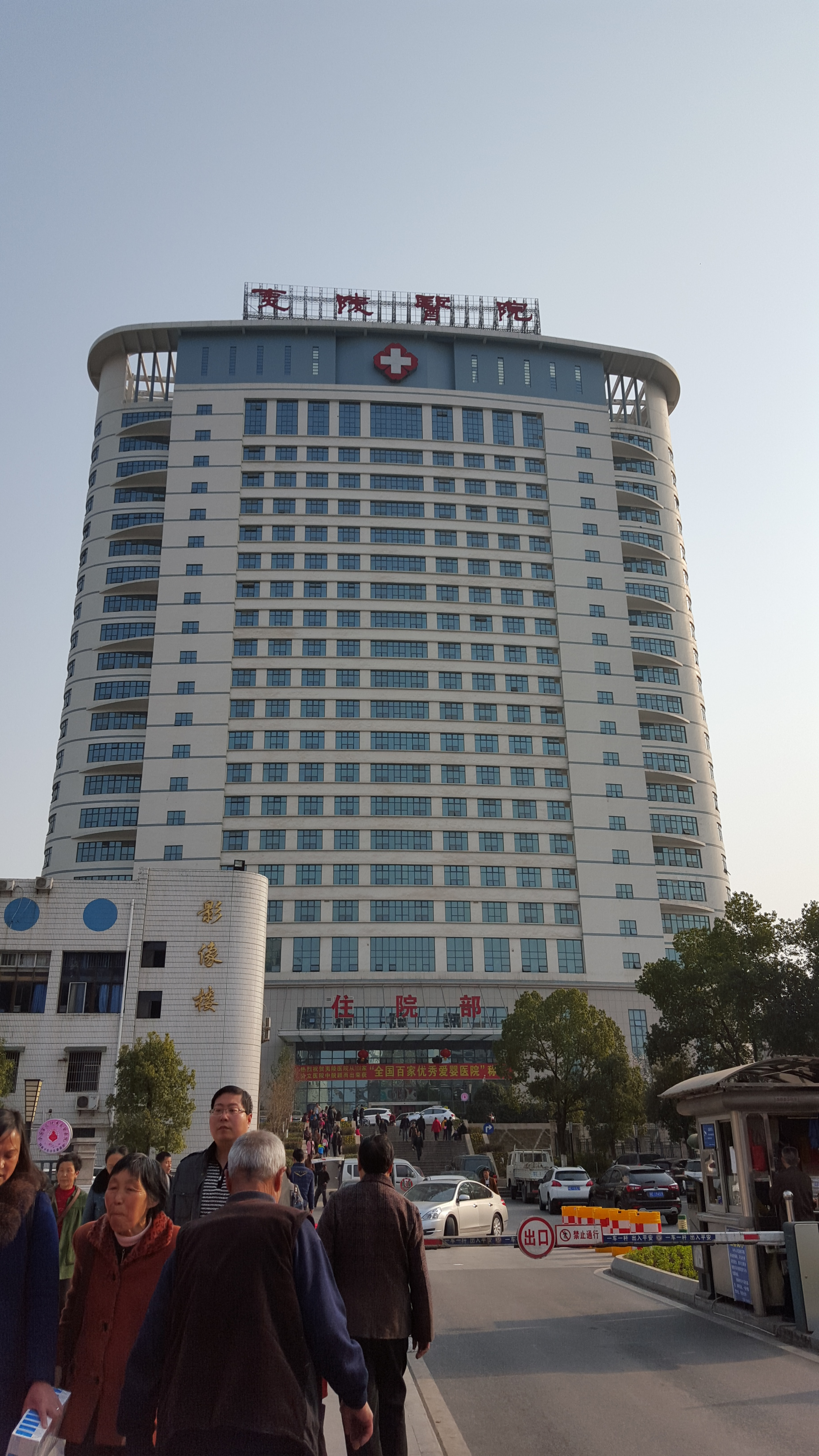
夷陵医院
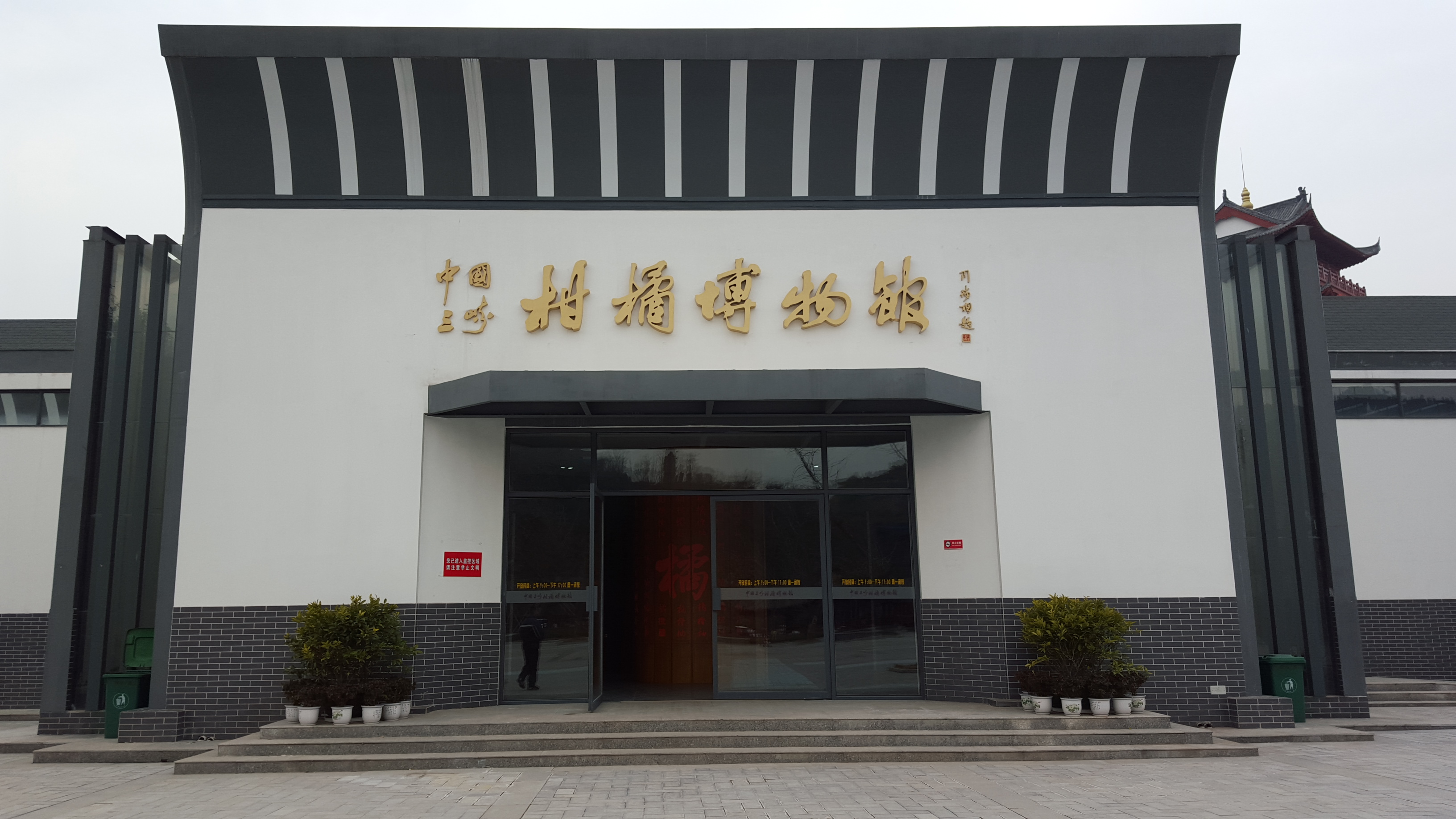
三峡柑橘博物馆
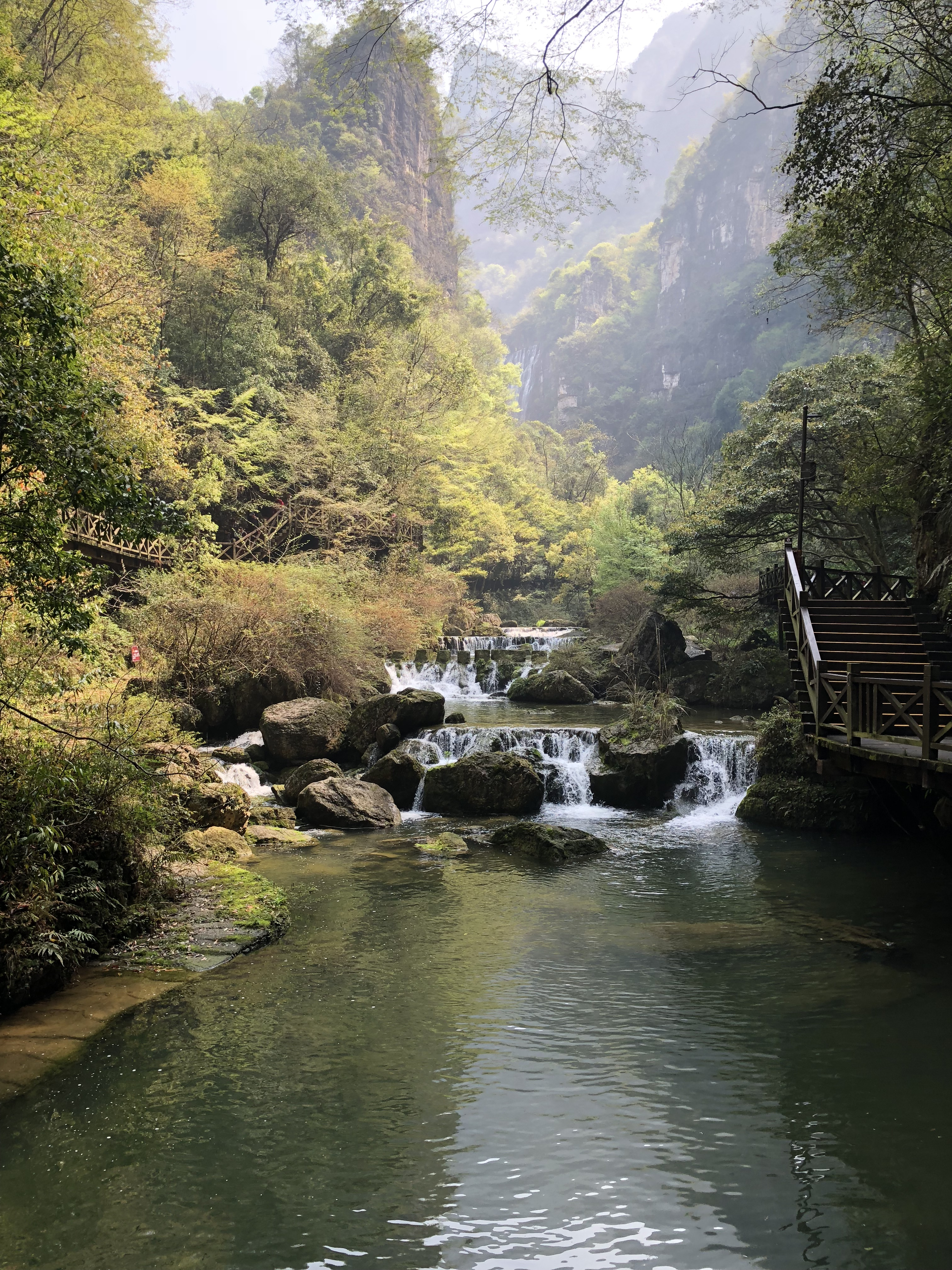
三峡大瀑布景区
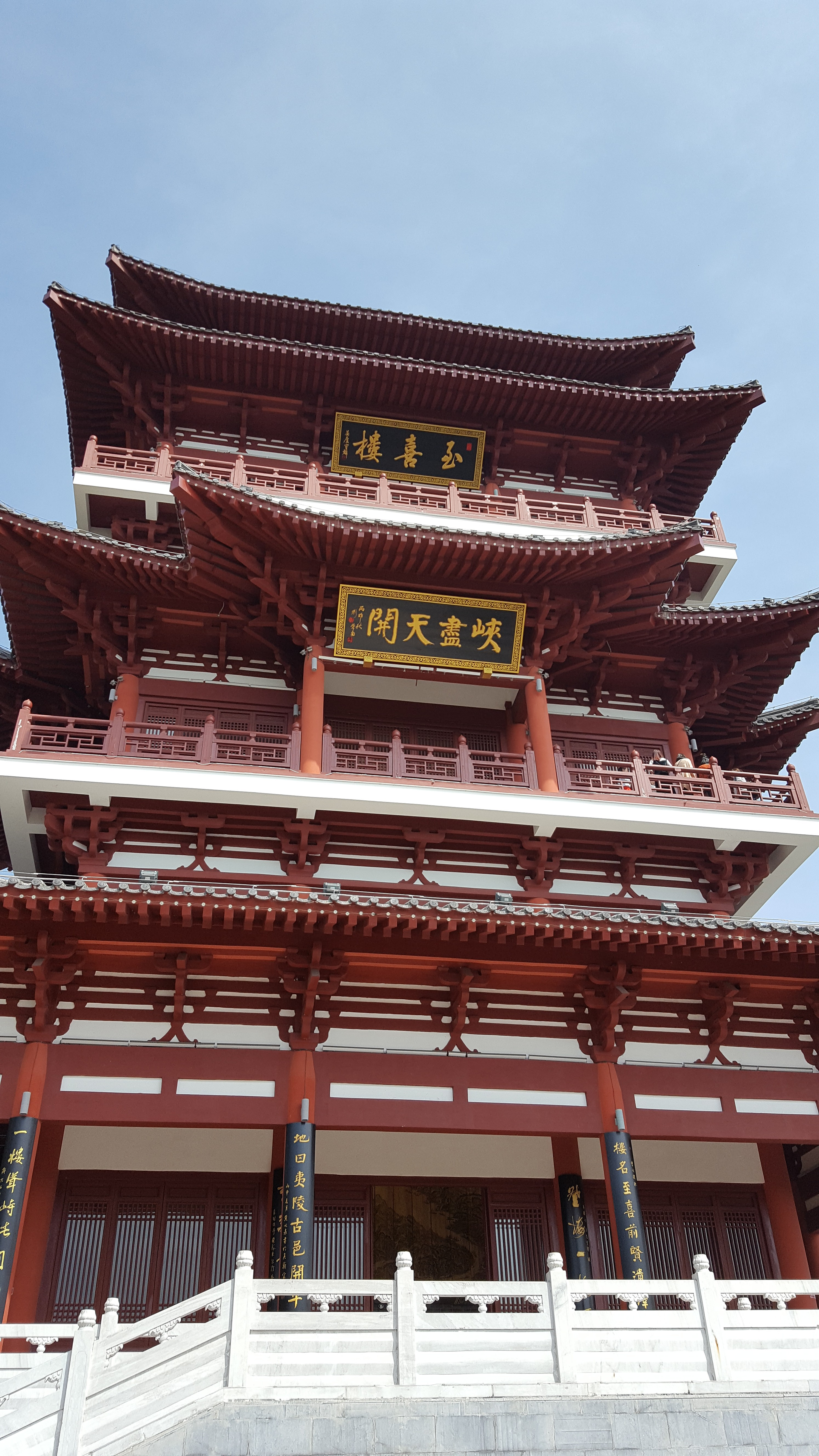
至喜楼
黄柏河
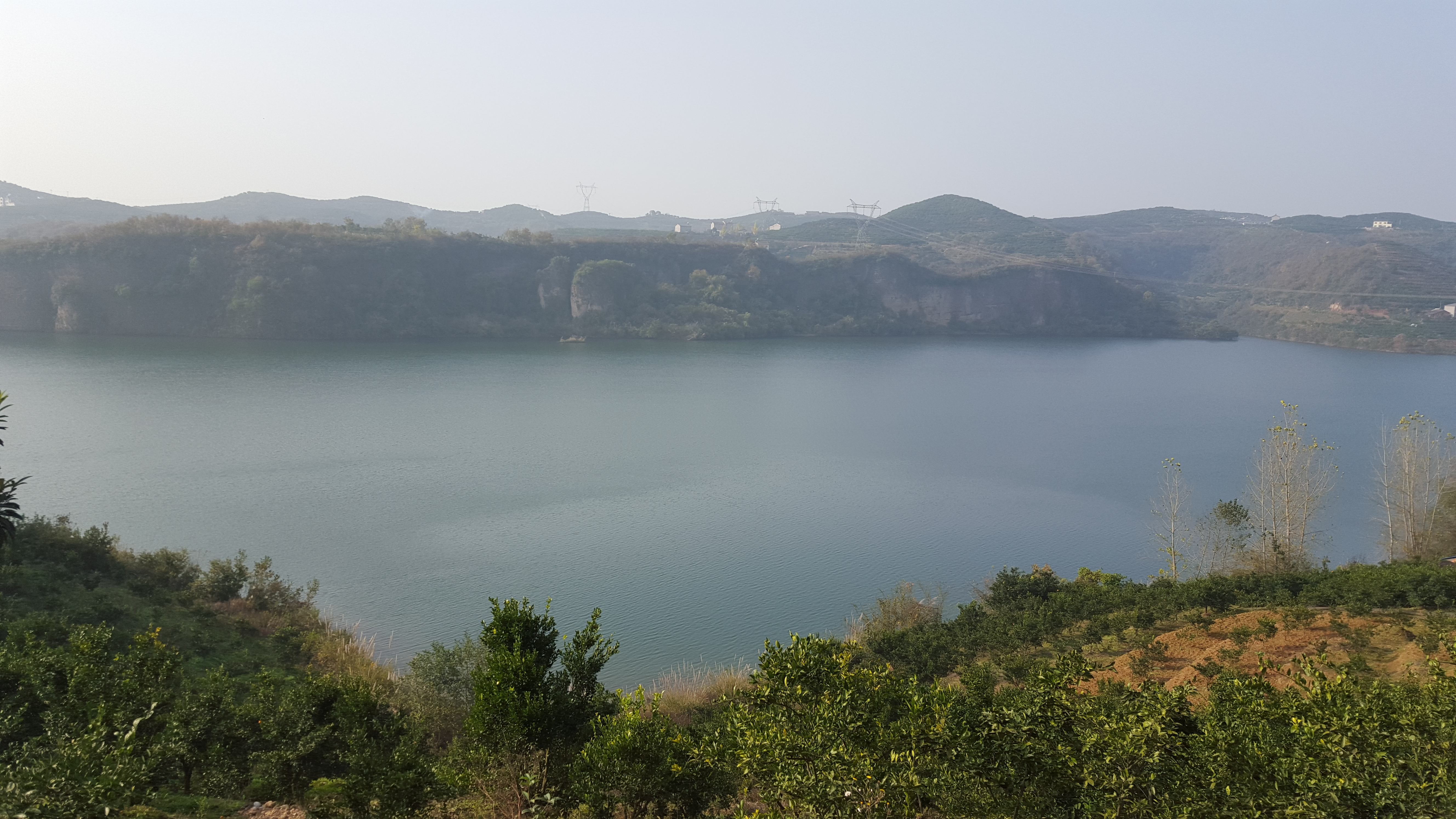
官庄水库
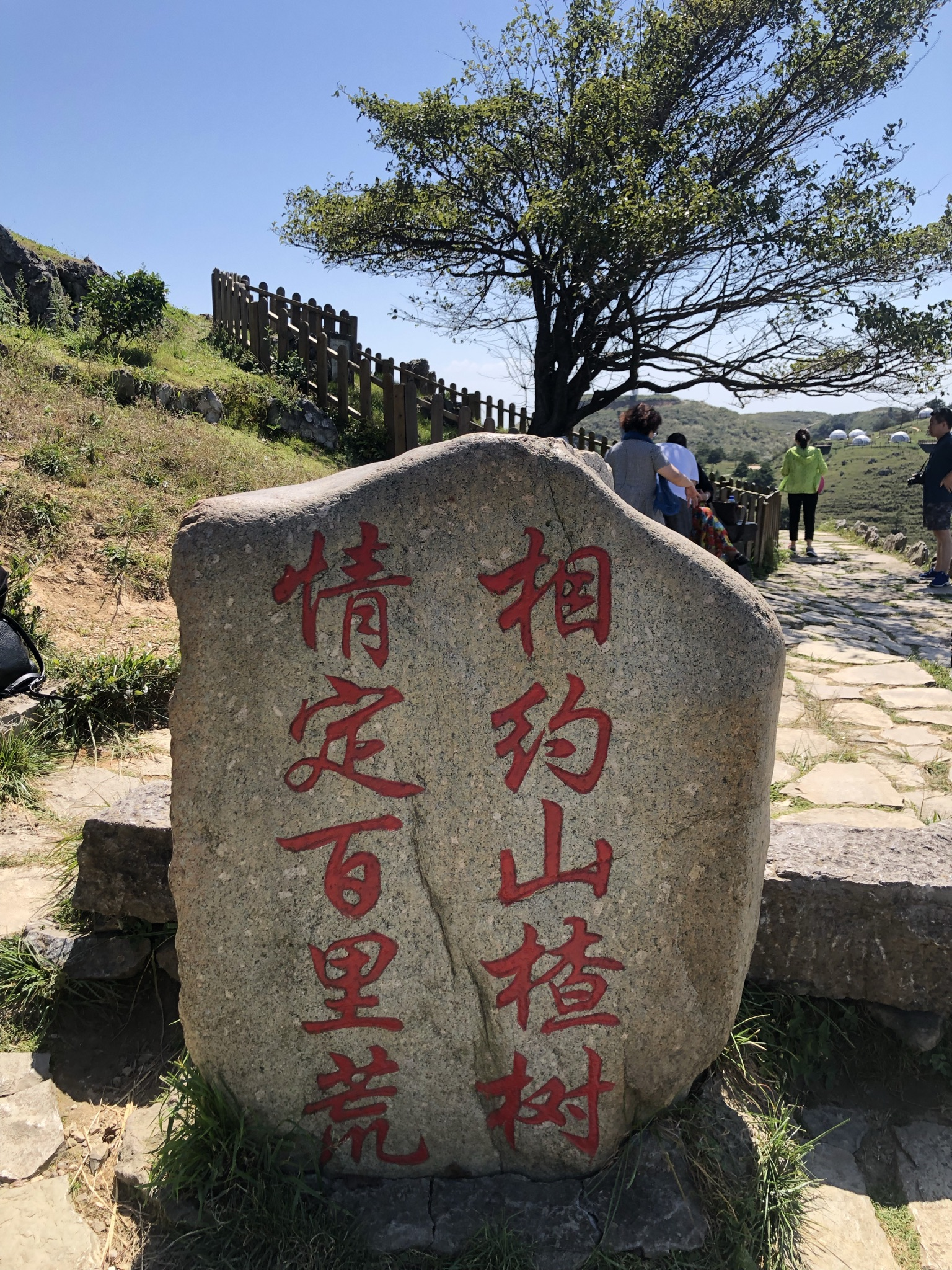
百里荒景区

## 文化

### 相關文學作品
- 唐崔翹著，五言詩《送友人使夷陵》：猨鳴三峽裏，行客舊霑裳。復道從茲去，思君不暫忘。開襟春葉短，分手夏條長。獨有幽庭桂，年年空自芳。
- 宋蘇軾著，五言詩《夷陵縣歐陽永叔至喜堂》：夷陵雖小邑，自古控荊吳。形勝今無用，英雄久已無。
- 明鍾惺著，五言詩《夷陵道中》：曾聞巴蜀道，至此稍稱夷。茲路險如此，前途難可知。岩巒當雨閉，水木到秋悲。況值懷諸感，州西扣策時。

### 国家级非物质文化遗产
- 下堡坪民间故事